# Cicuta
La cicuta, julivertassa o julivert de galàpet (Conium maculatum L.) és una herba biennal del gènere Conium, assignada a la família de les apiàcies. Aquesta planta es troba arreu del món, tot i que és molt important a la zona mediterrània.

## Etimologia
(Conium, del gr. kṓneion, -ou n.; del llatí conium(-ion), -i n.; «la cicuta i el seu suc».
I maculatum, del llatí maculatus, -a, -um, 'maculat, tacat, esquitxat de taques', i aquesta de macula, -ae f.; 'taca, màcula', i el sufix -atus, -ata, -atum indica possessió o paregut.)

## Distribució i ecologia
Tot i que originària d'Europa, la cicuta es pot trobar arreu d'Euràsia, Àfrica del Nord, Amèrica i Austràlia en llocs humits i frescos, com ara les ribes dels rius. Com a tipus de bioclima la podem trobar en boscos de pi i alzina, mai no prolifera per sobre dels 2600 m, de clima temperat. Com a espècie cosmopolita la cicuta és una espècie no amenaçada.

## Morfologia

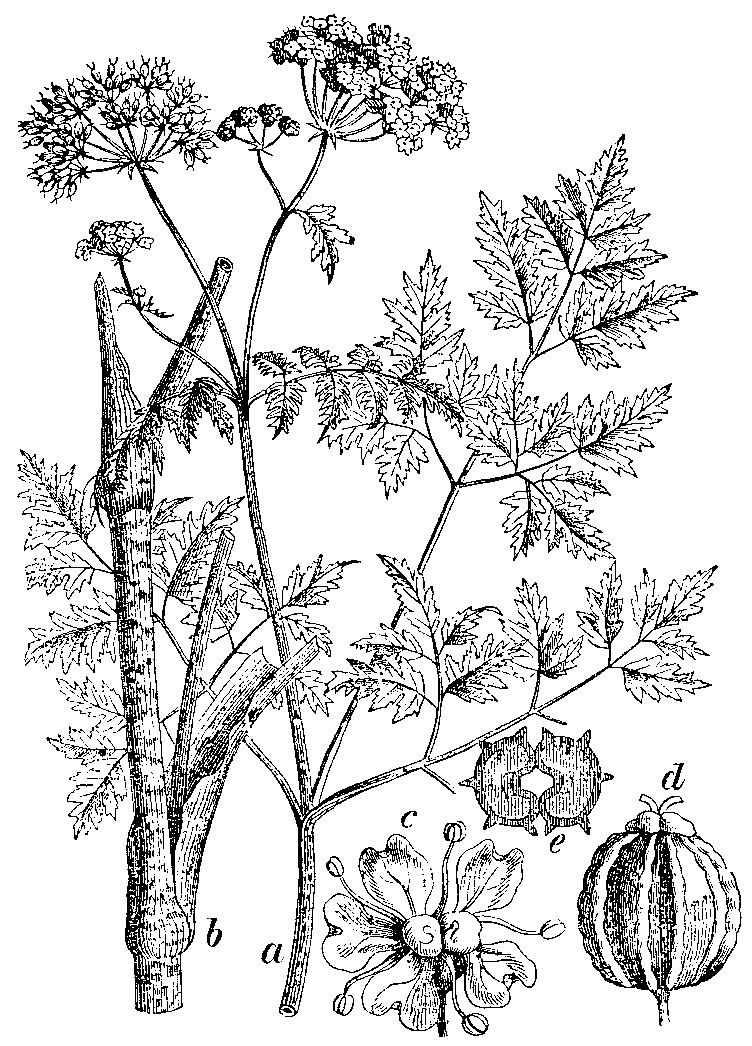
conium maculatum

Planta herbàcia biennal de grans dimensions, erecta, amb tiges que arriben a assolir més de 2 m d'altura i d'olor desagradable. Tenen una arrel fibrosa blanquinosa, napiforme, de vegades ramificada.
La tija és verdosa, de secció cilíndrica, buida, amb estries i presenta unes característiques taques vermelles que la fan fàcil d'identificar. Durant el primer any les fulles apareixen en roseta basal, mesuren entre 15 i 30 cm i són tripinnades, amb folíols dentats, de 4 X 8 cm, lanceolats o ovalats; les fulles del segon any apareixen ja sobre la tija i són alternes, més petites com més amunt es trobin i les superiors estan reduïdes a una beina.
La cicuta és una planta hermafrodita, disposa d'androceu i gineceu. Presenta inflorescències del tipus umbel·la composta, de 10 a 20 radis de longitud desigual. Les bràctees de les umbel·les són lanceolades o lineals, de vora blanquinosa i són pèndules. Les flors, monoiques, presenten un periant sense calze i una corol·la formada per 5 pètals blancs d'àpex agut i que estan corbats cap al centre de la flor; l'androceu es caracteritza per tenir 5 estams alternats amb els pètals i inserits sobre un disc nectarífer anomenat estilopodi. Les anteres són submedifixes, introrses i s'obren per dehiscència longitudinal. Al gineceu hi ha un ovari ínfer i bicarpel·lar, les flors femenines tenen un ovari amb estilopodi i dos estils separats entre ells.
El fruit és un esquizocarp, de 2-2,5 mm, que un cop madur se separa en dues parts, globoses, 
La cicuta és més coneguda com a verí que com una planta corrent de la nostra flora, i de fet és ben freqüent a molts indrets de les illes. Potser molt abundant a les fondalades dels torrents que estan secs gran part de l'any. És una umbel·lífera que pot arribar a fer més de dos metres d'alt, de flors d'un blanc pur. La pastanaga (Daucus carota), s'assembla una mica, però aquesta és una planta coberta de pèls que li donen un tacte aspre. La cicuta, en canvi, no té pèls i és molt blana i aspra al tacte; a més la pastanaga forma fruits coberts amb espinetes, mentre que la cicuta té fruits inermes. Floreix al maig i juny.
És un hemicriptòfit, una forma vital en què la planta passa les èpoques desfavorables en forma de roseta basal, amb les fulles enganxades a terra.

## Farmacologia

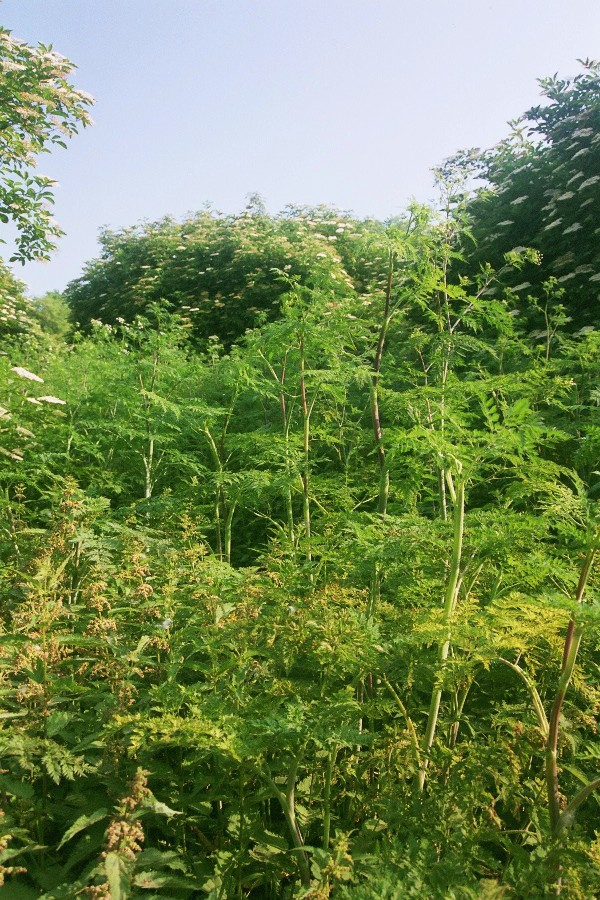
conium maculatum

Les parts de la planta que s'utilitzen són les fulles i els fruits, sent els primers més actius. És preferible recol·lectar la planta els mesos de maig i juny, abans de l'època de floració, per estar més debilitades les seves propietats tòxiques.
S'utilitza en emplastes, cataplasmes, banys i pomades en parts exteriors del cos. Interiorment sota la forma d'extractes, tintures i píndoles.
La cicuta obra estimulant els vasos limfàtics i activant l'acció absorbent dels capil·lars. Així aquesta planta s'ha de prendre amb grans precaucions; a altes dosis ocasiona un tipus d'embriagament amb postració general, nàusees, lentitud de pols, torbació de la vista, dilatació de les pupil·les, fred, calfreds, deliri, convulsions, paràlisi, comença a manifestar-se a les extremitats inferiors, ascendeix fins a bloquejar els centres respiratoris i provoca la mort.

### Composició química
La cicuta produeix tota una sèrie de substàncies químiques tòxiques com a mitjà de defensa davant enemics i depredadors.
- Alcaloides derivats de la piperidina (2%): coniïna (cicutina), γ-coniceína, metilcicutina, coniceína, conhidrina, pseudoconhidrina, paraconina. Els dos primers serien els més abundants. Aquests principis actius es troben sobretot en les llavors i en els fruits immadurs. Les fulles i les arrels els tenen en menor proporció. La seva concentració varia a mesura que la planta creix; la concentració de gamma-coniceina disminueix, mentre que la de coniïna i la de N-metil coniïna augmenten. Quan la planta envelleix la quantitat d'alcaloides disminueix.
- Altres: goma, pectina, resina, sals minerals, carotens, àcid cafeic, àcid acètic, àcid cònic, oli de coni, glucòsids flavonoics i cumarínics.

Els causants de l'enverinament són 3 alcaloides: (+)-Coniína, gamma-Coniceína i N-metilconiína. El consum de 6-8 g de fulles pot provocar la mort en un adult.
Si tenim en compte la toxicitat d'aquestes tres substàncies (la gamma-coniceïna és set o vuit vegades més tòxica que la Coniïna i la N-metilconiïna és la menys tòxica de les tres) podem afirmar que, per regla general, les plantes joves són més tòxiques que les plantes madures.
Contra l'enverinament s'ha de provocar el vòmit immediatament i administrar-se suc de llimona i vinagre en grans quantitats de seguida. De ser possible rentat gàstric.

### Accions farmacològiques
La cicuta té aplicacions medicinals únicament en forma externa com a analgèsic o anestèsic. A causa de la gran fluctuació en el contingut d'alcaloides tòxics entre idèntics exemplars, no es recomana l'ús intern de formulacions galèniques, no és recomanable la ingestió per via oral.. S'utilitza com a sedant per calmar dolors persistent i intractables com els produïts pel càncer o les neuràlgies. A més, també té efecte antiespasmòdic i analgèsic per la seva acció sobre el neumogàstric i les terminacions nervioses sensitives.
- Activitat analgèsica - Anestèsica

Els alcaloides presenten activitat antiespasmòdica i analgèsica, en especial per la seva acció sobre les terminaciones nervioses sensitives, la qual cosa ha fet que s'empressin en petites dosis en casos de tos antiespasmòdica i càncer gàstric (actuaria sobre el sistema neumogàstric). La coniïna, el seu principal alcaloide, presenta una fàcil penetració per pell la qual cosa fa que s'empri com a anestèsic en casos de neuràlgies intenses. Les parts de la planta que s'utilitzen són les fulles i els fruits, sent els primers més actius.
- Altres

L'administració a rates d'extractes de la planta en petites dosis produeix una disminució de la pressió arterial en breu lapse de temps; en tant en altes dosis la pressió arterial s'eleva. En gats, petites dosis produeixen un estímul de la respiració, el qual va minvant a mesura que les dosis s'incrementen. A l'ili aïllat de cobaies la coniïna ha demostrat produir efectes contràctils, comprovant-se la seva interacció amb receptors nicotínics. Aquesta mateixa substància va produir a cor aïllat de conills efecte inotròpic negatiu amb batecs cardíac estables. Experiències en animals refereixen que la coniïna és absorbida a través de la pell i membranes mucoses, produint un efecte estimulant inicial, per a després provocar paràlisi gradual de la medul·la espinal i cordons nerviosos, amb paràlisi muscular de tipus nicotínic.

### Usos etnomedicinals

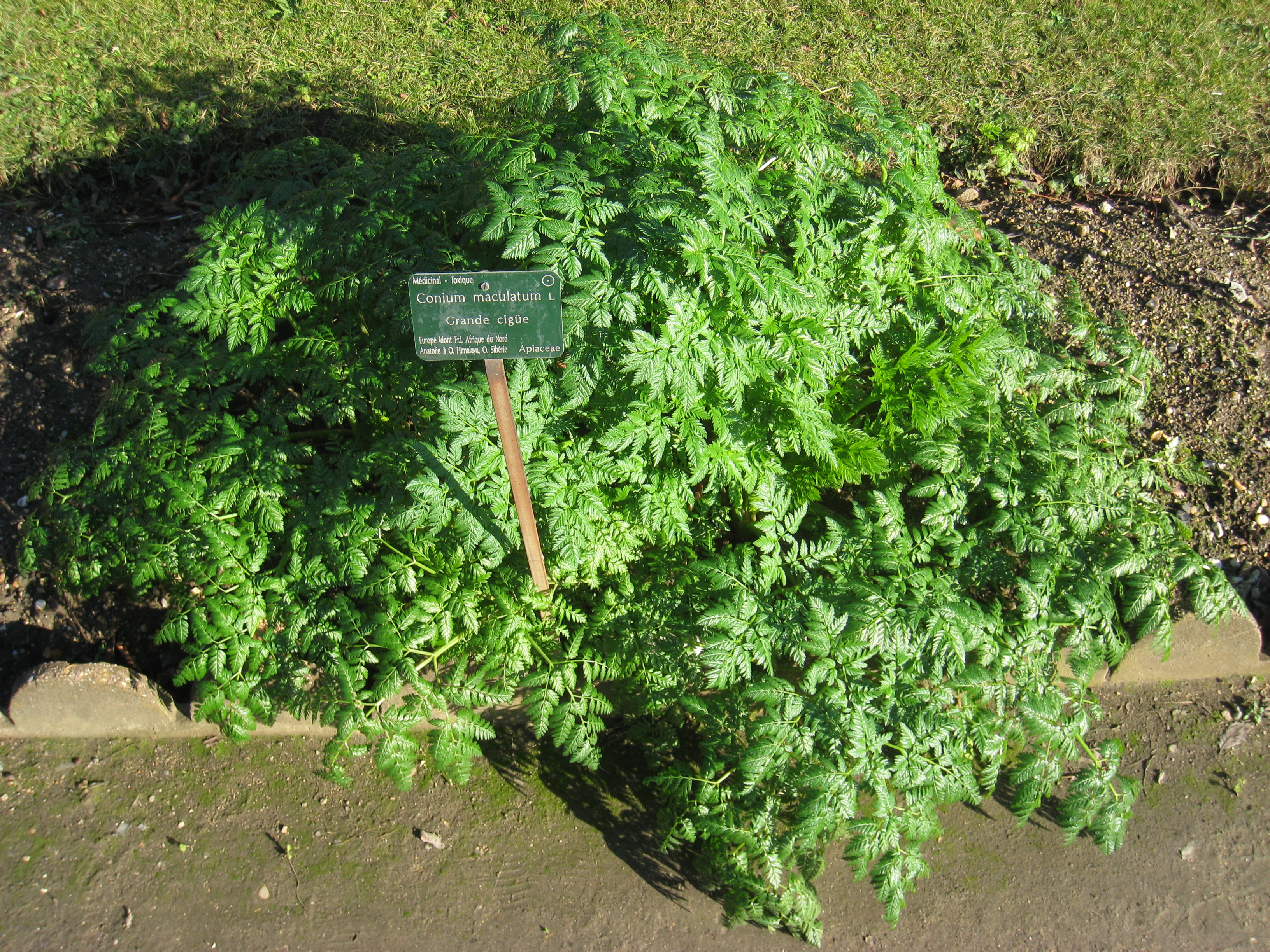
conium maculatum

Antigament s'emprava la cicuta per tractar l'epilèpsia, mal de San Vito, asma i estats maníacs. En l'actualitat s'usa per via externa com a analgèsic. Les formulacions homeopàtiques de cicuta (conegudes com a Conium) manquen de toxicitat i s'empren en casos de mareigs, tensió premenstrual, ansietat i depressió clínica. No obstant això es recomana la presa únicament de dilucions superiors a la 3a decimal. Els extractes per mantenir les seves qualitats han de ser emprats abans de l'any a causa de la volatilitat dels alcaloides. En medicina tradicional de l'ètnia Rifian del Marroc, empren el fruit barrejat amb altres plantes com a abortiu, col·locant la barreja directament sobre la vagina. En dolors reumàtics bullen els grans amb aigua i amb la mescla friccionen les parts inflamades.
Popularment s'ha utilitzat:
- Cataplasma de planta fresca
- Cataplasma resolutiu i analgèsic: 10 g de pols de cicuta amb 250g de pastanaga triturada, aplicat sobre el focus inflamatori.

### Formes galèniques
- Ús oral: Donada la seva toxicitat no es recomanen formes galèniques per a ús oral. Per a casos molt puntuals i per expressa indicació facultativa es preparen comprimits de 5 mg partint de bromohidrat de coniïna per ser administrat fins a tres vegades al dia en casos de neuràlgies o dolors oncològics molt intensos.

- Ús tòpic: Cataplasmes amb la planta fresca o l'oli de cicuta com a analgèsic i antitumoral (càncer de mames). Per a això barregen 10 g de pols de cicuta i 250 g de pastanaga triturada i s'aplica en la zona afectada.

### Efectes adversos o tòxics
La cicuta és una planta summament perillosa per via interna. Els quadres d'intoxicació en general cursen amb ardor a goles, nàusees, vòmits, vertígens, set, diarrea, parestèsies, midriasi, disartria, paràlisi muscular, sensació de fred, convulsions i mort per paràlisi respiratòria al voltant de les quatre hores d'haver consumit la droga.
N'hi ha prou amb només 6-10 g de fulles per provocar la mort d'un adult. S'ha de tenir en compte que 10 g de fruits frescos equivalen a 30 g de fulles seques i es corresponen amb uns 150 mg de coniïna. En casos d'intoxicació es procedirà al buidatge gàstric i intestinal (rentat gàstric i laxant de tipus sulfat sòdic) i posterior administració de carbó activat, expansors de volum plasmàtic i infusió d'hidrogencarbonat de sodi en casos de xoc o per restaurar el pH. Si és necessari es procedirà a intubar i administrar respiració artificial.
Entre les intoxicacions observades en animals s'ha comprovat que alguns d'ells són més sensibles que d'altres. Per exemple les cabres i xais semblen immunes als seus tòxics. En canvi, gossos, bous, ovelles i conills en són molt sensibles. La dosi mortal per a un cavall oscil·la entre 1,8 i 2,2 kg de planta fresca i per al bestiar boví entre 4 i 5 kg Amb l'ús crònic els alcaloides piperidínics (principalment la coniïna) han demostrat en animals efectes teratogènics, en especial artrogrifosis i alteracions palatines. En aquest sentit les rates i conills són poc afectats, però no l'aviram i el bestiar boví. Això es deuria a una diferent afinitat i susceptibilitat de la coniïna als receptors nicotínics de les diferents espècies.
Atent a la semblança entre els fruits de la cicuta amb els de l'anís, les fulles amb les de julivert i les arrels amb les de pastinaca (Pastinaca sativa), es recomana precaució a l'hora de la collita d'aquestes espècies per a ús culinari. A causa d'això han ocorregut morts per confusions amb altres vegetals. Si bé la cocció fa perdre bona quantitat del tenor d'alcaloides, es recomana no coure aquesta espècie per a ús intern. Aquesta planta ha de manipular-se amb compte, ja que pot ocasionar dermatitis de contacte.
A l'Àfrica han aparegut alguns casos de persones que van morir per menjar guatlles intoxicades amb cicuta. Les investigacions han demostrat que l'au no és sensible al verí i que aquest tipus d'intoxicació coincideix únicament amb l'arribada de l'any nou, quan la guatlla emigra en l'hivern cap a l'Àfrica on s'alimenta de llavors de cicuta. En general aquesta intoxicació en humans no és mortal i els pacients aconsegueixen recuperar-se. En alguns països s'ha observat que les fulles menjades per animals o persones en certes èpoques de l'any, no causen toxicitat. S'ha constatat que els alcaloides tòxics es desenvolupen en l'època de floració i arriben a la seva màxima expressió (fulles i llavors), abans que aquestes últimes madurin. Després d'aquell període, els tòxics s'eliminen en forma de sals, quedant restes en els fruits que són tòxics durant tot l'any.

### Contraindicacions
Embaràs, lactància, nens i tota forma galènica d'administració oral.

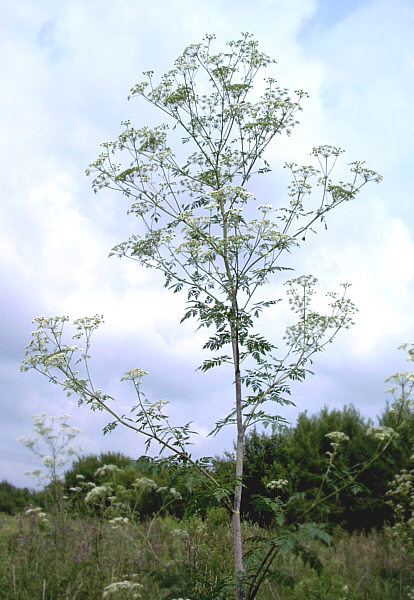
conium maculatum

## Història
La intoxicació per cicuta era utilitzada pels grecs per llevar la vida als condemnats a pena de mort. El cas paradigmàtic va ser la mort del filòsof Sòcrates, a causa de la ingestió d'una solució a base de cicuta l'any 399 aC.
| « | Plató no va assistir als darrers instants i aquests foren reconstituïts a la seva obra Fedó, segons la narració de diversos deixebles. Aquí hi ha el fragment on descriu els símptomes: Li van recomanar que caminés fins que les seves cames fossin pesades i llavors es va recolzar a l'espatlla tal com li recomanaren. Qui li havia donat el verí va examinar els seus peus i cames, llavors, pessigant el seu peu fortament li va preguntar si sentia res. Sòcrates va contestar que no. Després li va pessigar en un punt baix de les cames i el fred va anar pujant fins que el cos se li va congelar. En fer una segona ullada, va sentenciar que quan el fred arribés al cor, Sòcrates se n'aniria. Quan la regió del ventre va començar a refredar-se, Sòcrates va dir: “Critó, li devem un gall a Asclepi; no t'oblidis de pagar-lo”. “Sí, ho faré”, diu Critó, “tens res més a dir?”. Però a aquesta pregunta no va contestar; per moments va quedar immòbil. L'home ho va veure: tenia els ulls immòbil. Critó li va tancar la boca i els ulls. (Phédon, edició Garnier Brothers, París, 1965). | » |

La mort per la "paràlisi respiratòria", relacionada i revelada des de l'escena de Sòcrates, no ha estat atestada un altre cop per la toxicologia moderna per la cicuta aïllada, d'on la hipòtesi d'una mescla probablement de cicuta, de datura i de l'opi al verí de l'antiga Grècia.

## Legislació i conservació

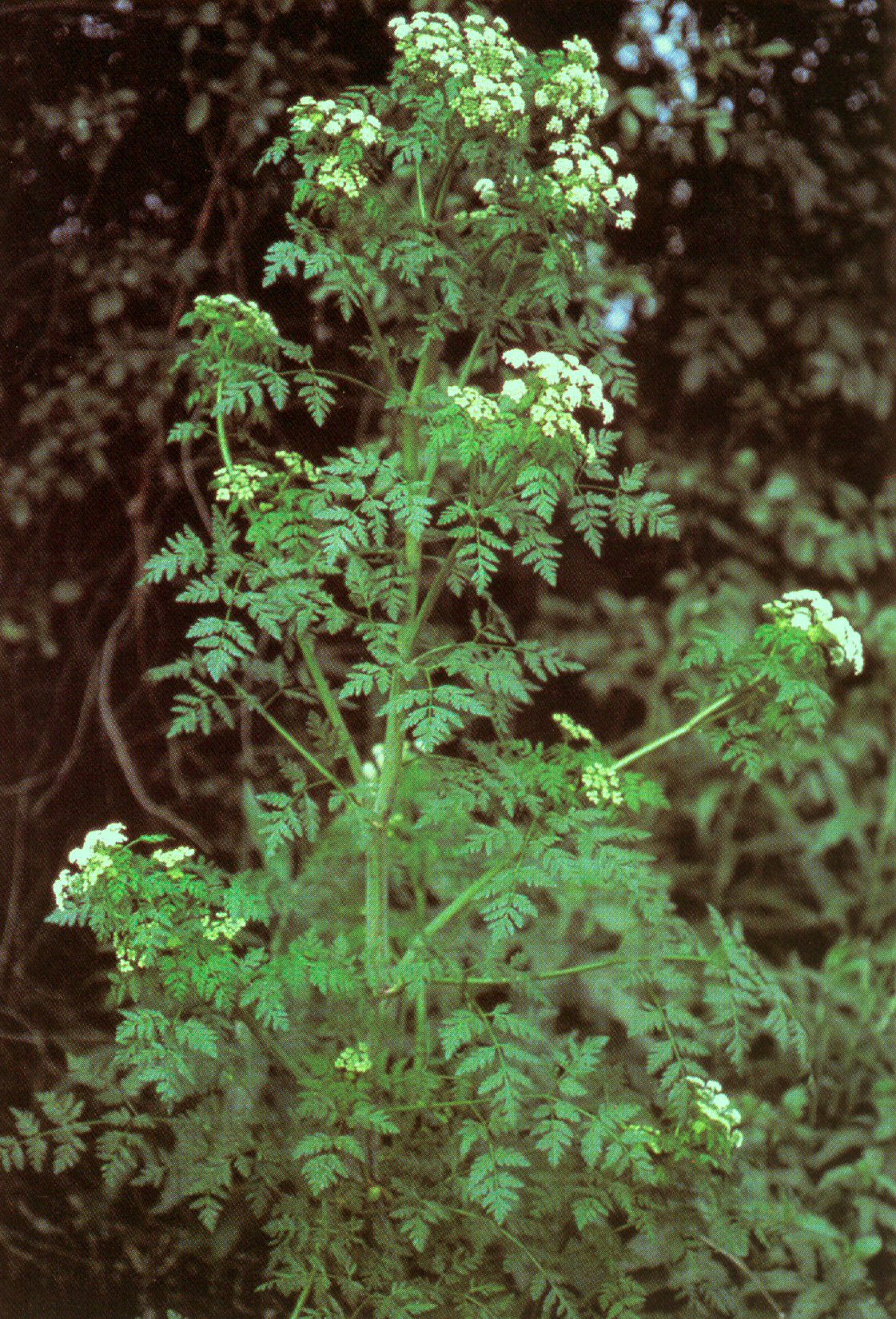
conium maculatum

Al Reial Decret 1599/1997 hi ha una llista de les substàncies prohibides a la composició de productes cosmètics. Els possibles ingredients que s'utilitzen estan regulats per les denominades llistes negatives, a la posició 99 hi ha 99. Conium maculatum L., (fruit, pols i preparacions). A més, a l'annex I, podem trobar una prohibició similar

## Observacions
El contingut en alcaloides disminueix progressivament amb el temps, de manera que la planta vella en pot estar completament mancada. El potencial tòxic no és el mateix per a totes les espècies. La cicuta és verinosa per als conills i els cavalls. En canvi, les cabres i les vaques són, en certa forma, resistents.
La tintura homeopàtica s'ha utilitzat en casos d'arterioesclerosi i prostatitis. Havia format part de la farmacopea tradicional, utilitzada en forma de pomades, com a anestèsic local i com a analgèsic.
Tanmateix, la cicuta és més coneguda per la seva toxicitat que no pas pel seu ús medicinal. De fet, ha estat protagonista literària de nombrosos assassinats i novel·les policíaques. Ja a l'antiga Grècia s'utilitzava el seu gran poder mortífer en les execucions. Sòcrates fou un dels condemnats.
La majoria dels enverinaments, però, són de caràcter involuntari per confusió de la cicuta o julivertassa amb el julivert. La seva olor desagradable ajuda a fer-ne una diferenciació correcta. En altres casos, la intoxicació s'ha esdevingut per la confusió de l'arrel amb l'afri o la xirivia.
En la literatura es fa referència a nombrosos i curiosos casos d'enverinament. Un d'ells és la mort de dos joves durant un ritual religiós en què es va afegir cicuta a l'encens. Resulten curiosos els casos d'intoxicació humana en consumir animals, freqüentment perdius, que havien ingerit la planta amb anterioritat. També s'hi troben referències d'enverinaments en animals en què està ben descrit l'efecte teratogen amb malformacions fetals.
Es tracta, doncs, d'una espècie d'alta toxicitat, catalogada com el tercer vegetal més letal del món.